# Чешка Силезия
Чешка Силезия (на чешки: České Slezsko, на силезийски език: Ślůnsk Česki, на полски: Śląsk Czeski), е район в североизточната част на Чешката република; чешката област на Силезия. В миналото, тя е известна под имената Моравска или Судетска Силезия (1938 – 1945). До 1918 г. голяма част от района влиза в състава на Австро-Унгария (т.н. Австрийска Силезия). Административно днес е включена в Моравско-силезкия край (област) на Чешката република.

## География
Територията на Чешка Силезия се простира на изток и запад от град Острава и включва в себе си голяма част от съвременния Моравско-силезки край, а в най-крайната си западна част, и неголям район от Оломоуцкия край с околностите на град Йесеник. Следващите по значимост градове след Острава са Опава, Карвина и Тршинец.
Областта се намира в Судетските планини, преминаващи на изток в Карпатите. Главните реки са: Одер (Одра), Опава и Олше, протичаща отчасти по границата с Полша.

## История
Съвременната Чешка Силезия представлява тази част на Силезия, която е завзета от Австрия в края на Първата силезийска война (по време на Войната за австрийското наследство) през 1742 г. Към 1900 г. херцогство Горна и Долна Силезия със столица Тропау заема площ от 5140 км² с население от 670 хил. жители. Към съвременната Чешка Силезия също така принадлежи Хлучин, който към 1920 г. е включен в състава на Германия.
През 1918 г. бившето херцогство влиза в състава на Судетската провинция на Австро-Унгария, а по силата на Сен-Жерменския мирен договор, през 1919 г. е предадено на Чехословакия, с изключение на частта от Тешинска Силезия, намираща се на изток от река Олше, която е предадена на Полша.
Съгласно Мюнхенското споразумение от 1938 г., голяма част от Чешка Силезия влиза в състава на райхсгау Судетска област и е заселена с германци. След Втората световна война тези земи са върнати на Чехословакия, а немскоезичното население е изселено. Границата с Полша е установена отчасти по река Олше (официално по договора от 1958 г.).

## Население
Населението основно говори чешки език с изменение на гласните. Част от коренното славянско население говори ляшки език, класифициран от Ethnologue като диалект на чешкия, макар че има големи прилики с полския. В Тешинска Силезия се е развил местния тешински диалект, говорен предимно от членове на полското малцинство.

## Личности
- Мартин от Опава (Мартинус Polonus) (? – 1278), летописец
- Грегор Мендел (1822 – 1884), биолог
- Ханс Кудлих (1823 – 1917), политик
- Йохан Палиса (1848 – 1925), астроном
- Петър Безруч (1867 – 1958), поет
- Йозеф Кождон (1873 – 1949), политик, лидер на Силезия
- Франтишек Влачил (1924 – 1999), режисьор и сценарист
- Вера Хитилова (1929 – 2014), режисьор и сценарист
- Яромир Нохавица (1953), композитор и поет
- Ива Битова (1958-), цигулар, певица и композитор
- Иван Лендъл (1960-), тенисист